# Гартиг, Теодор
Теодор Гартиг (Theodor Hartig; 1805-1880) — немецкий лесовод и педагог. Сын немецкого лесовода Георга Гартига (1764—1837). Приобрёл почтенную известность сочинениями по разным отделам лесных наук, лесной ботанике и физиологии растений.

## Биография
После практической лесоводственной подготовки, окончив курс в Берлинском университете и прослужив два года лесничим, Гартиг был назначен в 1831 году доцентом в том же университете. Через семь лет перешёл на брауншвейгскую службу, оставаясь почти сорок лет (1838-1877) руководителем и профессором лесного отдела в тамошней политехнической школе и членом центрального лесного управления.

## Труды
Из учёных трудов его, полный список которых помещён профессором Гессом в его сочинении «Lebensbilder hervorragender Forstmänner», необходимо указать:
- «Lehrbuch der Pflanzenkunde in ihrer Anwendung auf Forstwissenschaft etc.» (1840-1851; посмертное издание 1886-1887);
- «Beiträge zur Entwickelungsgeschichte der Pflanzen» (1843);
- «Das Leben der Pflanzenzelle, deren Entstehung etc.» (1844);
- «Vergleichende Untersuchungen über den Ertrag der Rothbuche» (1847; 2-е изд. 1851);
- «Controversen der Forstwirthschaft etc.» (1853);
- «Ueber das Verhältniss des Brennwerthes verschiedener Holz— und Torf Arten für Zimmerheizung etc.» (1855);
- «System und Anleitung zum Studium der Forstwirthschaftslehre» (1858);
- «Forstwissenschaftliches Examinatorium den Waldbau betreffend» (1866);
- «Ueber deu Gerbstoff der Eiche» (1869);
- «Luft-, Boden— und Pflanzenkunde in ihrer Auvendung auf Forstwirthschaft und Gartenbau» (1877);
- «Anatomie und Physiologie der Holzpflanzen» (1878);

Издавал в 1837-1839 гг. «Jahresberichte über die Fortschritte der Forstwissenschaft etc».